# Helen Mayo
Helen Mary Mayo (Adelaida, 1 d'octubre de 1878 - 13 de novembre de 1967) fou una metgessa i professora de medicina australiana.
Potser perquè el seu avi matern era un metge prominent, quan encara era petita Mayo ja volia ser metgessa, tot i que no havia conegut mai cap dona d'aquest ofici. Tot i així, el 1896 es matriculà a la Facultat d'Arts de la Universitat d'Adelaida, però el 1898 son pare li va permetre canviar-se a Medicina. Després de graduar-se, Mayo passà dos anys treballant en salut infantil a Anglaterra, Irlanda i l'Índia. El 1906 tornà a la seva ciutat natal per dedicar-se a la medicina privada i també al Women's and Children's Hospital i al Royal Adelaide Hospital. El 1909 participà en la fundació de la School for Mothers (Escola de Mares), on les mares rebien informació sobre salut infantil. Aquesta organització, que el 1927 esdevindria Mothers' and Babies' Health Association (Associació per la Salut de Mares i Nens), va acabar establint filials per tot l'estat d'Austràlia Meridional i integrà l'escola de preparació d'infermers en salut materna. Com que el Children's Hospital no atenia nens de menys de dos anys per evitar les infeccions creuades, el 1914 Mayo recaptà fons per construir un pavelló específic als terrenys de l'hospital però, com que li van rebutjar el projecte, cofundà un nou hospital per a nadons.

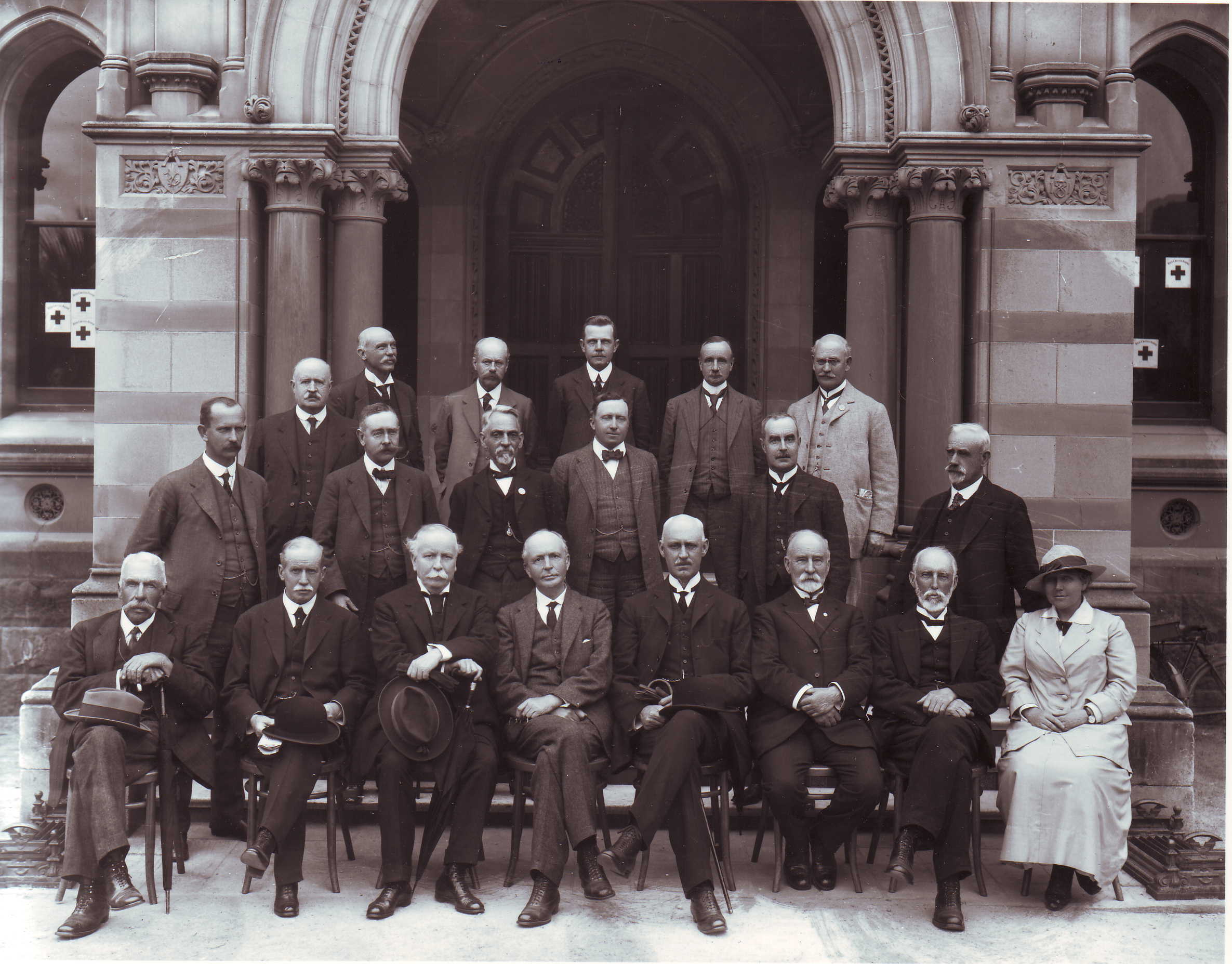
El Consell de la Universitat d'Adelaida el 1919.

A part de la seva pràctica medical, Mayo participà en diverses altres organitzacions. Es va implicar força amb la Universitat d'Adelaida, i fou elegida membre del consell universitari entre 1914 i 1960 (fou la primera dona a Austràlia a ser elegida per a aquest càrrec). També fundà un club de dones a la universitat. A més, fundà l'Adelaide Lyceum Club, una organització de dones professionals. El 1935 Mayo fou condecorada com a Oficial de l'Ordre de l'Imperi Britànic «pels serveis en relació amb la salut materna i infantil a l'estat d'Austràlia Meridional».
A l'obituari, la revista Medical Journal of Australia atribuí l'èxit del sistema de salut infantil d'Austràlia Meridional als seus esforços.